# H2O: Just Add Water
H2O: Just Add Water (prt: H2O: As Sereias; bra: H2O: Meninas Sereias) é uma série australiana destinada ao público infantil e adolescente, exibida originalmente pelo canal Network Ten. No Brasil, a série foi exibida pelo Boomerang e pela Record. A partir de 2013, foi disponibilizada através do site de transmissão oio original e dublagem em Português e Espanhol. Em Portugal, a série foi exibida pela SIC, pelo Nickelodeon, Disney Channel e também pelo Biggs. É considerada uma das melhores séries teens da década de 2000.

## Enredo

### 1ª Temporada
As adolescentes Emma , Cléo e Rikki vão, acidentalmente, parar à Ilha Mako quando faziam um passeio de barco. As três tropeçam numa caverna, e algo estranho acontece quando a Lua Cheia passa no topo do local. No dia seguinte, as meninas descobrem que se transformaram em sereias com poderes incríveis que influenciam a água. Agora terão de se esforçar para aprender a lidar com a sua nova forma e manter o segredo.

### 2ª Temporada
Após a Piscina da Lua aumentar consideravelmente os poderes das sereias de uma maneira estranha e misteriosa, fica difícil para Emma, Cléo e Rikki os controlarem. Mas quando Charlotte cair na Piscina da Lua e adquirir todos os poderes, as raparigas percebem que vão ter de lidar com uma nova e misteriosa sereia.

### 3ª Temporada
Cléo, Rikki e Lewis acham que já conhecem todos os segredos da ilha Mako, mas quando a água as ataca durante uma Lua Cheia, descobrem que uma força perigosa está a desenvolver-se na ilha. Felizmente, encontram uma nova aliada, Isabella ("Bella"), uma rapariga nova na cidade, de quem se acaba por descobrir algo - ela também é uma sereia com poderes mágicos.

## Elenco e Personagens
Principais
- Riiki Chadwick (Cariba Heine), um adolescente solitária de Golden Coast. Vive com o pai numa pequena caravana. Decidida, rebelde e destemida Rikki vive a sua vida de forma relaxada, independente e sem muitos amigos. A sua vida muda no dia em que cai na Piscina da Lua, da ilha Mako. Juntamente, com Emma e Cleo, mantem o segredo da existência das sereias do mundo. Acredita que os poderes são um privilégio e o sonho de qualquer pessoa, ao contrário das suas amigas. Foi a primeira a aceitar a sua nova condição, mas a ultima a desenvolver as suas habilidades de sereia através da água. Devido à sua personalidade forte, rebelde e impulsiva, desenvolveu o poder de aquecer a água ao ponto de a conseguir evaporar. Mais tarde, na segunda temporada, conseguiu desenvolver a capacidade de controlar raios de tempestade e de criar fogo. Durante a serie apaixona-se por Zane (Burgess Abernethy), o rapaz rico e despreocupado da cidade. Na terceira temporada, torna-se proprietária juntamente com Zane do Rikki´s Bar (antigo Juice Net). Rikki é a única personagem que aparece no reboot da serie, Mako Mermaids ,sendo na serie uma sereia que se disfarçar de mergulhadora e colecionadora de joias perdidas no mar.
- Cleo Sertori (Phoebe Tonkin) uma rapariga tímida, doce e sensível. No início da série, ela é um pouco insegura, mas ao longo do tempo cresce emocionalmente e torna-se mais confiante. Vive com a sua familia. É filha de um pai pescador, mas tem uma relação fraca com a sua irmã mais nova Kim devido à sua personalidade arrogante e egocêntrica. Tem uma ligação forte com os animais marinhos e mais tarde trabalha no parque marinho. Apesar da sua ligação forte ao oceano Cleo sempre teve medo da água, mas tudo muda quando se torna numa sereia. Cleo desenvolveu o poder de controlar a água líquida – pode movê-la, moldá-la ou fazê-la levitar. Na segunda temporada aprende a manobrar o vento das tempestades. Tem uma relação amorosa com Lewis ( Angus McLaren) , o seu melhor amigo de longa data.
- Emma Gilbert (Claire Holt) é a mais responsável do grupo. Organizada, perfeccionista e ex-nadadora profissional, ela gosta de ter tudo sob controlo. Vive em Golden Coast com a sua familia que para ela é sua prioridade de vida. Emma tem o poder de congelar a água, criando gelo e neve. Na segunda temporada adquire a capacidade de controlar as nuvens e o temperatura. Na segunda temporada, mantem uma relação amorosa com Ash (Craig Horner). Ela participa nas duas primeiras temporadas da série, mas sai na terceira, sendo substituída por uma nova personagem.
- Lewis McCartney (Angus McLaren), é o melhor amigo e eventual namorado de Cleo. Inteligente e curioso, Lewis é quem tenta compreender cientificamente os poderes das raparigas, através dos seus conhecimentos e habilidades de estudo, ajudando-as sempre que possível. Apaixonado pelo mar, é um pescador hábil e com muito conhecimento sobre navegação e marés. Ele é um apoio constante ao longo da série, até ir estudar para os estados unidos na ultima temporada. Lewis é a primeira pessoa a conhecer o segredo da existência das sereias e o primeiro a prometer nunca revelar as habilidades das raparigas sob a água.
- Isabella Hartley ou Bella (Indiana Evans) uma nova sereia que se junta ao grupo, vinda da Irlanda.  Bella é criativa, gentil e sonhadora, com uma veia artística forte. Tem grandes habilidades musicais e de canto. Ao contrário das outras, ela já era sereia antes de conhecer Cleo e Rikki. Após cair numa piscina da lua, nas grutas da irlanda, Bella transformou-se em sereia. Guarda os segredo desde os seus 9 anos. O seu único poder é transformar água em gelatina sólida. Bella é uma rapariga muito bonita e chama muita atenção dos rapazes, embora seja reservada e um pouco timida, mas tudo muda quando se muda para Golden Coast e conheçe Will (Luke Mitchell) um jovem encantador apaixonado por mergulho e pelos segredos dos fundos oceânicos.

| Ator/Atriz             | Personagem               | Temporadas   | Temporadas   | Temporadas   |
| Ator/Atriz             | Personagem               | 1ª           | 2ª           | 3ª           |
| Principal              | Principal                | Principal    | Principal    | Principal    |
| ---------------------- | ------------------------ | ------------ | ------------ | ------------ |
| Claire Holt            | Emma Gilbert             | Principal    | Principal    |              |
| Phoebe Tonkin          | Cleo Sertori             | Principal    | Principal    | Principal    |
| Cariba Heine           | Rikki Chadwick           | Principal    | Principal    | Principal    |
| Angus McLaren          | Lewis McCartney          | Principal    | Principal    | Principal    |
| Indiana Evans          | Isabella "Bella" Hartley |              |              | Principal    |
| Luke Mitchell          | Will Benjamin            |              |              | Principal    |
| Recorrente             |                          |              |              |              |
| Burgess Abernethy      | Igor Bennett             | Recorrente   | Recorrente   | Recorrente   |
| Cleo Massey            | Kim Sertori              | Recorrente   | Recorrente   | Recorrente   |
| Jamie Timony           | Nate                     | Participação | Participação | Recorrente   |
| Alan David Lee         | Donald "Don" Sertori     | Participação | Participação |              |
| Alan David Lee         | Donald "Don" Sertori     | Recorrente   |              |              |
| Ariu Lang Sio          | Wilfred                  | Participação |              |              |
| Ariu Lang Sio          | Wilfred                  | Recorrente   |              |              |
| Caroline Kennison      | Lisa Gilbert             | Participação | Participação |              |
| Jared Robinsen         | Neil Gilbert             | Participação | Participação |              |
| Lara Cox               | Dra. Linda Denman        | Recorrente   |              |              |
| Annabelle Stephenson   | Miriam Kent              | Recorrente   |              |              |
| Christine Amor         | Louise Margô Chatham     | Recorrente   |              |              |
| Christopher Poree      | Bruno Byron              | Participação |              |              |
| Joss McWilliam         | Harrison Bennett         | Participação |              |              |
| Deborah Coulls         | Bev Sertori              | Participação |              |              |
| Alice Hunter           | Tiffany                  | Participação |              |              |
| Brittany Byrnes        | Charlotte Watsford       |              | Recorrente   |              |
| Craig Horner           | Ash Dove                 |              | Recorrente   |              |
| Tiffany Lamb           | Annette Watsford         |              | Participação |              |
| Taryn Marler           | Sophie Benjamin          |              |              | Recorrente   |
| Andrew Lees            | Ryan Tate                |              |              | Recorrente   |
| Samantha "Sam" Sertori | Penni Gray               |              |              | Recorrente   |
| Ryan Sheldrake         | Corey                    |              |              | Participação |

### Recorrente
- Cléo Massey como Kim Sertori (1ª, 2ª e 3ª Temporada), é a irmã mais nova de Cléo, as duas possuem um relacionamento complicado pois Kim implica com Cléo e a coloca em diversas confusões.
- Brittany Byrnes como Charlotte Watsford (2ª Temporada), é a antagonista da segunda temporada. Ela tem conflito frequente com as meninas, especialmente com Cléo. Passa a ser um problema para as meninas depois de virar sereia.
- Taryn Marler como Sophie Benjamin (3ª Temporada), é a irmã de Will. Não gosta de Rikki, Cléo e Bella pois acha que atrapalham o treino de Will. Ela é muito controladora e é a treinadora de Will e o seu sonho é ser bem sucedida.
- Lara Cox como Dr. Linda Denman (1ª Temporada), uma bióloga marinha que acidentalmente, por causa do Lewis, consegue uma amostra do DNA de Cléo. Descobre a Piscina da Lua, e que as meninas são sereias. É enganada pelas mesmas, e esta acredita que elas perderam os poderes.
- Annabelle Stephenson como Miriam Kent (1ª Temporada), é a patricinha local. Não gosta de Cléo, Emma e Rikki. É a ex-namorada de Zane.
- Jamie Timony como Nate (1ª, 2ª e 3ª Temporada), é o ''bajulador'' de Zane. É mau-caráter e sempre prejudicou as sereias com brincadeiras e piadinhas sem graça. Na 1ª e 2ª temporada, Nate tem uma queda por Cléo. Na 3ª temporada ele cria uma banda para o Rikki's Café e quando vê Bella pela primeira vez, se apaixona por ela.
- Andrew Lees como Ryan Tate (3ª Temporada), é um geólogo. Cléo conheceu Ryan por meio de Sam, sua madrasta, e virou amiga dele. A pedido dela, ele foi para a Ilha Mako investigar os cristais de lá. Ele descobre que são rochas lunares, e acaba fazendo parceria com Sophie e Zane, pois o Rikki's estava quase fechando, e precisava de dinheiro para cobrir as dívidas.

## Desenvolvimento e produção
Existem três tipos diferentes de caudas de sereia usadas no show: caudas personalizadas nas quais as garotas nadam, uma "cauda flexível" usada para tomadas estacionárias e uma "cauda dura" para acrobacias. Os trajes levaram seis meses para serem construídos, com as caudas e os tops feitos de moldes corporais e compostas por escamas feitas à mão individualmente. O produto final pesa entre 12 e 15 kg. Dentro da cauda estão as tiras das pernas, onde as atrizes são amarradas e fechadas com um zíper. Uma vez vestidas, as meninas devem ser colocadas na água. Foram feitas tentativas para minimizar a visibilidade na tela dos zíperes nas caudas, como adicionar escamas extras e criar uma crista ao redor do comprimento do zíper. A própria barbatana caudal foi desenhada com um pedal para auxiliar as atrizes na natação. Isso, junto com a barbatana, adiciona cerca de 60 centímetros (2 pés) ao comprimento do traje.[carece de fontes?]

## Episódios
| Temporada | Temporada | Episódios | Exibição original      | Exibição original      | Exibibção Portuguesa                                                  | Exibibção Portuguesa                                                   | Lançamento do DVD       | Lançamento do DVD      | Lançamento do DVD     | Lançamento do DVD | Lançamento do DVD  | Lançamento do DVD  | Lançamento do DVD              |
| Temporada | Temporada | Episódios | Primeira exibição      | Última exibição        | Primeira exibição                                                     | Última exibição                                                        | Volume 1                | Volume 2               | Volume 3              | Volume 4          | Volume 5           | Volume 6           | Série finalizada               |
| --------- | --------- | --------- | ---------------------- | ---------------------- | --------------------------------------------------------------------- | ---------------------------------------------------------------------- | ----------------------- | ---------------------- | --------------------- | ----------------- | ------------------ | ------------------ | ------------------------------ |
|           | 1         | 26        | 7 de julho de 2006     | 29 de dezembro de 2006 | 2008 (Nick) 2011 (Disney Channel Portugal) 1 de maio de 2016 (Biggs)  | 2009 (Nick) 2011 (Disney Channel Portugal) 30 de julho de 2016 (Biggs) | 12 de septembro de 2006 | 12 de setembro de 2007 | 5 de março de 2008    | 7 de maio de 2008 | 7 de julho de 2008 | 5 de novembro 2008 | 6 de novembro de 2012 Região 1 |
|           | 2         | 26        | 28 de setembro de 2007 | 21 de março de 2008    | 2009 (Nick) 22 de Agosto de 2012 (Disney Channel)                     | Abril de 2010 (Nick) 19 de Abril de 2013 (Disney Channel)              | 27 de janeiro de 2009   | 2 de junho de 2009     | 2 de setembro de 2009 | —                 | —                  | —                  | 6 de novembro de 2012 Região 1 |
|           | 3         | 26        | 26 de outubro de 2009  | 16 de abril de 2010    | Abril de 2010 (Nick) 2015 (Disney Channel) 16 de Agosto de 2013 (SIC) | 2010 (Nick) 2015 (Disney Channel) 6 de novembro de 2013 (SIC)          | 27 de junho de 2012     | 5 de setembro de 2012  | —                     | —                 | —                  | —                  | 6 de novembro de 2012 Região 1 |

## Mídia

### Trilha sonora
A trilha sonora, intitulada H2O: Just Add Water, foi gravada pela cantora Kate Alexa e lançada em 10 de setembro de 2007 pela Liberation Records. Sua faixa principal, "No Ordinary Girl", é o tema da série. A segunda trilha sonora, com músicas da terceira temporada, foi lançada no iTunes em 17 de fevereiro de 2011. Também é intitulada H2O: Just Add Water, porém foi gravada por Indiana Evans.

### Mako Mermaids
A personagem Adriana "Drica" Chadwick participou dos dois últimos episódios da 4ª temporada de Mako Mermaids (spin-off de H2O). Na série, Drica já é alguns anos mais velha do que era em H2O e é uma escritora que fala sobre os objetos que encontra no mar ao virar sereia (mas ela diz que é apenas uma mergulhadora). Na participação, ela explica porquê Cléo e Nanda não estão mais com ela.

### Filme
A partir de 2008, a Globo passou a transmitir na Sessão da Tarde um filme da série. O filme, porém, não existe realmente, sendo apenas a junção de seis episódios da primeira temporada: "Metamorfose", "Festa na Piscina", "O Melhor do Dia", "Garotas Festeiras", "O Efeito da Sereia" e "A Armadilha" No canal português SIC K, foi transmitido esse telefilme da série.

### Livros
Vários livros infantis foram lançados pela Nickelodeon UK:
1. No Ordinary Girl – 2 de fevereiro de 2009
2. Living with Secrets – 2 de fevereiro de 2009
3. Fishy Business – 5 de maio de 2009
4. A Sleepover Tail – 6 de julho de 2009
5. Sequins for Sea Queens – 7 de janeiro de 2010
6. First Crush – 29 de abril de 2010
7. Moon Spell – 5 de agosto de 2010
8. Testing Times – 6 de janeiro de 2011
9. Hot Stuff – 9 de junho de 2011
10. In Too Deep – 4 de agosto de 2011
11. Mermaid Emotions – 27 de outubro de 2011
12. Siren Status – 2 de fevereiro de 2012

## Prémios e indicações
| Ano  | Prêmio                          | Categoria                                             | Indicação           | Resultado |
| ---- | ------------------------------- | ----------------------------------------------------- | ------------------- | --------- |
| 2007 | Nickelodeon Kids' Choice Awards | Melhor Série de Televisão                             | H2O: Just Add Water | Venceu    |
| 2007 | Logie Awards                    | Programa Infantil Mais Marcante                       | H2O: Just Add Water | Venceu    |
| 2008 | AFI Awards                      | Melhor Efeitos Visuais                                | H2O: Just Add Water | Venceu    |
| 2008 | AFI Awards                      | Melhor Série de Televisão Infantil                    | H2O: Just Add Water | Venceu    |
| 2008 | AFI Awards                      | Melhor Protagonista em Série de Televisão             | Phoebe Tonkin       | Venceu    |
| 2008 | AFI Awards                      | Melhor Convidado ou Antagonista em Série de Televisão | Brittany Byrnes     | Venceu    |
| 2008 | Logie Awards                    | Programa Infantil Mais Marcante                       | H2O: Just Add Water | Venceu    |
| 2008 | Nickelodeon Kids' Choice Awards | Melhor Série de Televisão                             | H2O: Just Add Water | Venceu    |
| 2009 | Nickelodeon Kids' Choice Awards | Melhor Série de Televisão                             | H2O: Just Add Water | Venceu    |
| 2009 | Logie Awards                    | Programa Infantil Mais Marcante                       | H2O: Just Add Water | Venceu    |
| 2011 | AACTA Awards                    | Melhor Série de Televisão Infantil                    | H2O: Just Add Water | Venceu    |